# Niezależna Socjalistyczna Partia Pracy
Niezależna Socjalistyczna Partia Pracy (NSPP) – polska partia polityczna grupująca lewicowych socjalistów, działająca od 1922 do 1937. Do 1924 nosiła nazwę Partia Niezależnych Socjalistów.

## Historia
Powstała na przełomie 1921 i 1922 roku w wyniku odejścia z Polskiej Partii Socjalistycznej grupy działaczy. W 1921 wyszedł pierwszy numer pisma „Głos Niezależnych Socjalistów”. 12 marca 1922 na zjeździe 40 działaczy socjalistycznych w Krakowie ukonstytuowała organizacja się pod nazwą „Partia Niezależnych Socjalistów” (PNS). Partia rejestrowała swoich zwolenników w Krakowie, Wieliczce, Jaśle, Zawierciu, Trzebini, Chrzanowie, Sosnowcu, Będzinie, Lublinie i Lwowie. W Bydgoszczy do partii przystąpiło dwóch radnych i działaczy związkowych: Leopold Kronenberg i Laurenty Zacharjasiewicz.
W lipcu 1922 połączyła się z nią – jako sekcja autonomiczna – Żydowska Socjalistyczna Partia Robotnicza „Ferajnigte”. Partia wzięła udział w wyborach parlamentarnych 1922, uzyskując w dwunastu okręgach 6694 głosy.
W 1924 grupa rozłamowa z wileńskiej organizacji PPS kierowana przez Aleksandra Zasztowta, założyła w Wilnie Związek Socjalistyczny „Praca". 21 września 1924 grupa ta zjednoczyła się z PNS pod nazwą „Niezależna Socjalistyczna Partia Pracy” (NSPP). Partia posiadała wpływy w Częstochowie (zdobyła m.in. 5 mandatów w Kasie Chorych) czy w Bydgoszczy (5 mandatów radnych z listy Wolnych Związków Zawodowych).
Czołowym działaczem i ideologiem NSPP był Bolesław Drobner, który pełnił funkcję przewodniczącego Centralnego Komitetu Wykonawczego. Inni czołowi działacze to Jan Haneman, Tomasz Kapitułka, Józef Kruk, Laurenty Zachariasiewicz.  NSPP związana była z Międzynarodową Wspólnotą Pracy Partii Socjalistycznych. Od 1923 była członkiem Socjalistycznej Międzynarodówki Robotniczej.
W 1927 NSPP po przejściu PPS do opozycji względem sanacji, podjęła z nią rozmowy na temat zjednoczenia. Wywołało to w NSPP ostre spory, a następnie rozłam. Większość wraz z Bolesławem Drobnerem przyłączyła się w 1928 do PPS. Część zrzeszająca kilkadziesiąt osób z Warszawy, Wilna i Bydgoszczy, kontynuowała do 1937 działalność pod dawną nazwą. Kres dalszemu istnieniu NSPP położyło rozporządzenie władz rządowych z 22 grudnia 1937 o delegalizacji tej partii. Jako przyczynę jej rozwiązania podawano, iż NSPP jest „przybudówką” KPP.
Organy prasowe: „Głos Niezależnych Socjalistów”, „Socjalista”, „Przedwiośnie” i inne.